# Paolo Gherardo de' Vasconi
Paolo Gherardo Carrara de' Vaconi, conosciuto come  Gherardo da Serinalta o da Bergamo (Serina, XIII secolo – 27 luglio 1355), è stato un vescovo cattolico italiano.

## Biografia

### Monaco agostiniano
Gerardo nacque a Serina nella bergamasca, verso la fine del 1200. Iniziò giovanissimo gli studi teologici entrando all'età di dodici anni nel convento agostiniano di Bergamo che era intitolato ai santi Filippo e Giacomo. Fu poi mandato all'età di 21 anni, a Parigi a ultimare gli studi universitari ottenendo la cattedra in teologia. Rimase nella città francese come rettore del collegio almeno fino al 1333, come riporterebbero documenti conservati e datati 20 settembre.
Visse quindi, molta parte della sua vita in Francia. Nominato cappellano di Filippo VI lo appoggiò nella controversia con papa Giovanni XXII circa la Visione beatifica differita. Il papa infatti imponeva che la chiesa accettasse la sua teoria che riteneva che l'anima si congiungeva con la visione celeste solo nel giorno del giudizio universale, andando contro quella che era la dottrina tradizionale che riteneva che le anime subito, dopo la morte umana, potevano raggiungere il celeste godimento. Questa teoria ebbe non poche conseguenze politiche, portando a convegni e incontri nelle università tra i docenti di teologia. Anche Filippo VI, re di Francia, convocò i docenti nel castello di Vincennes. A questo incontro partecipò il Carrara con il cardinale Giacomo Gournier, poi papa Benedetto XII  e l'arcivescovo di Rouen Pietro Roger, poi papa Clemente VI. Come atto del convegno il 26 dicembre 1333 venne redatta la relazione che rigettava la tesi papale mandando al pontefice che era ad Avignone, il 2 gennaio 1334, un documento di condanna al rogo. Fu solo con il papa Benedetto XII che la questione teologica ritornò alle tradizioni con la bolla pontificia Benedictus Deus del 1336. Il successivo papa Clemente VI nominò nel 1342 Gherardo Carrara vescovo di Savona.
Il ruolo del Carrara, all'interno dell'ordine degli eremiti fu molto importante, partecipò infatti ai capitoli generali dell'Ordine di Sant'Agostino, in qualità di diffinitor provincie lombardie, sia a Parigi nel 1329 che a Grasse nel 1335 e a Siena nel 1338. Ricoprì anche il ruolo di mediatore nelle trattative tra i canonici regolari dell'ordine di San Pietro in Ciel d'oro di Pavia.

### Vescovo di Savona
La diocesi di Savona, con la morte di Federico Cibo, era rimasta per un lungo periodo con la nomina vacante, vi era da parte di un'importante famiglia, la richiesta di avere un suo personaggio, certo Giorgio Niella a occupare la cattedra vescovile, e quando il 18 luglio 1342 fu nominato il Carrara, lo contrastò. Il neoeletto vescovo, si trovò da subito a dover affrontare problemi di non poca rilevanza. La città infatti si trovava divisa in più fazioni che si fronteggiavano con gravi scontri. Toccò al neoeletto vescovo riprendere il ruolo che il vescovado aveva sulla città. Grazie al risultato positivo del processo contro i canonici Paganino dei Pontali e Antonio Bayton, riuscì a riavere i fondi necessari per gestire l'amministrazione della curia. Ma la grave carestia che colpì la città nel 1346 e l'epidemia del 1348-49 con la morte di ottomila savonesi, lo videro protagonista con dedizione e zelo, aiutando e assistendo la città, anzi pare che personalmente facesse assistenza agli appestati senza temere per la propria incolumità.

Fu proprio grazie a lui che le comunità agostiniane si diffusero nel savonese, e nel 1343 nel monastero di Santo Stefano fuori le mura.
San Ponzio e la porta della Quarda, nella quale s'innalzo l'altare dell'arcangelo Raffaele, acquistato il podere di Raimondo Scossodato.»
(G.V. Verzellino Delle memorie particolari e specialmente degli uomini illustri della città di Savona)
Non vi è certezza circa il suo luogo di morte, se sia Savona o Bergamo, la sua salma fu però traslata nella chiesa dell'ordine agostiniano di Bergamo dove aveva frequentato i suoi primi studi. La sua immagine è dipinta su una tavoletta del soffitto della chiesa realizzata nel Cinquecento e riportante la scritta: "Gerard[us] de p[er]g[am]o"; in quella inferiore: "doctor".
Gli furono anche affidati delicati incarichi nell'ambito delle trattative con i canonici regolari di S. Pietro in Ciel d'oro a Pavia, che furono concluse con l'insediamento degli eremitani, ufficialmente il 23 febbraio 1327 da papa Giovanni XIII, nella chiesa dove si conservavano le reliquie di sant'Agostino. Verrà indicato nei documenti come frater Gyrardus Ordinis Fratrum. Heremitanorum, qui se appellat Vicarium Generalem in Lombardia Ordinis predicti. Grazie alle sue capacità il 25 marzo successivo fu nominato con Lanfranco da Milano, dal priore generale Guglielmo da Cremona, procuratore nella complessa trattativa con l'abate di san Pietro. Resta il documento del 19 maggio 1327 dove il Carrara viene incaricato all'acquisto di terreni e rendite per conto della basilica stessa.

## Opere
Delle molte sue opere non rimane traccia ma solo testimonianza:
- Un libro di studio su Sesto delle Decretali
- Quattro libri di studio su: Libri Quattuor Sententiarum
- Un testo sul Cantico dei Cantici
- Testi e tesi sulle Epistole di San Paolo
- Studio sull'Epistola agli Ebrei
- Concordanze delle Epistole di Paolo con Salomone
- Concordanze del Nuovo e del Vecchio Testamento
- Biografie sui vescovi della diocesi di Savona